# Гонадотропін
Гонадотропіни — глікопротеїнові гормони, що виділяються гонадотропними клітинами передньої частки гіпофіза хребетних. Вони займають центральне місце в складній ендокринній системі, яка регулює нормальний ріст, статевий розвиток і репродуктивну функцію. Це сімейство гормонів включає фолікулостимулювальний гормон (ФСГ) і лютеїнізуючий гормон (ЛГ), плацентарні / хоріонічні гонадотропіни, хоріонічний гонадотропін людини (ХГЛ) і хоріонічний гонадотропін коней (ХГК),, а також принаймні дві форми гонадотропінів риб. ЛГ і ФСГ секретуються передньою часткою гіпофіза, тоді як ХГЛ і ХГК секретуються плацентою жінок і кобил відповідно. Гонадотропіни діють на статеві залози, контролюючи вироблення гамет і статевих гормонів.
Гонадотропін іноді скорочується як Gn. Також використовується альтернативне написання гонадотрофін, яке неточно означає механізм живлення.
Існують різні препарати гонадотропінів для терапевтичного використання, головним чином як препарати для лікування безпліддя. Існують також модні дієти або шарлатанські засоби, які є незаконними в різних країнах.

## Природні гормони та структура субодиниць
Двома основними гонадотропінами у хребетних є лютеїнізуючий гормон (ЛГ) і фолікулостимулювальний гормон (ФСГ), хоча примати виробляють третій гонадотропін, який називається хоріонічним гонадотропіном (ХГ). ЛГ і ФСГ є гетеродимерами, що складаються з двох пептидних ланцюгів, альфа-ланцюга і бета-ланцюга. ЛГ і ФСГ мають майже ідентичні альфа-ланцюги (довжиною близько 100 амінокислот), тоді як бета-ланцюг забезпечує специфічність взаємодії з рецепторами. Ці субодиниці сильно модифікуються шляхом глікозилювання.
Альфа-субодиниця є спільною для кожного димеру білка (добре зберігається в межах видів, але відрізняється між ними), а унікальна бета-субодиниця надає біологічну специфічність. Альфа-ланцюги є висококонсервативними білками, що складаються з приблизно 100 амінокислотних залишків, які містять десять консервативних цистеїнів, усі залучені до дисульфідних зв'язків як показано на наступному схематичному зображенні.
```
+---------------------------+
      +----------+| +-------------|--+
      | || | | |
    xxxxCxCxxxxxxCxCCxxxxxxxxxxxxxCCxxxxxxxxxxCxCxxCx
       | | | |
       +------|----------------+ |
          | |
          +---------------------------+
```

'C': консервативний цистеїн, залучений до дисульфідного зв'язку.
Внутрішньоклітинні рівні вільних альфа-субодиниць вищі, ніж рівні зрілого глікопротеїну, що означає, що збірка гормонів обмежена появою специфічних бета-субодиниць, і, отже, синтез альфа та бета субодиниць регулюється незалежно.
Ще один людський гонадотропін — хоріонічний гонадотропін людини (ХГЛ), який виробляється плацентою під час вагітності.

## Механізм

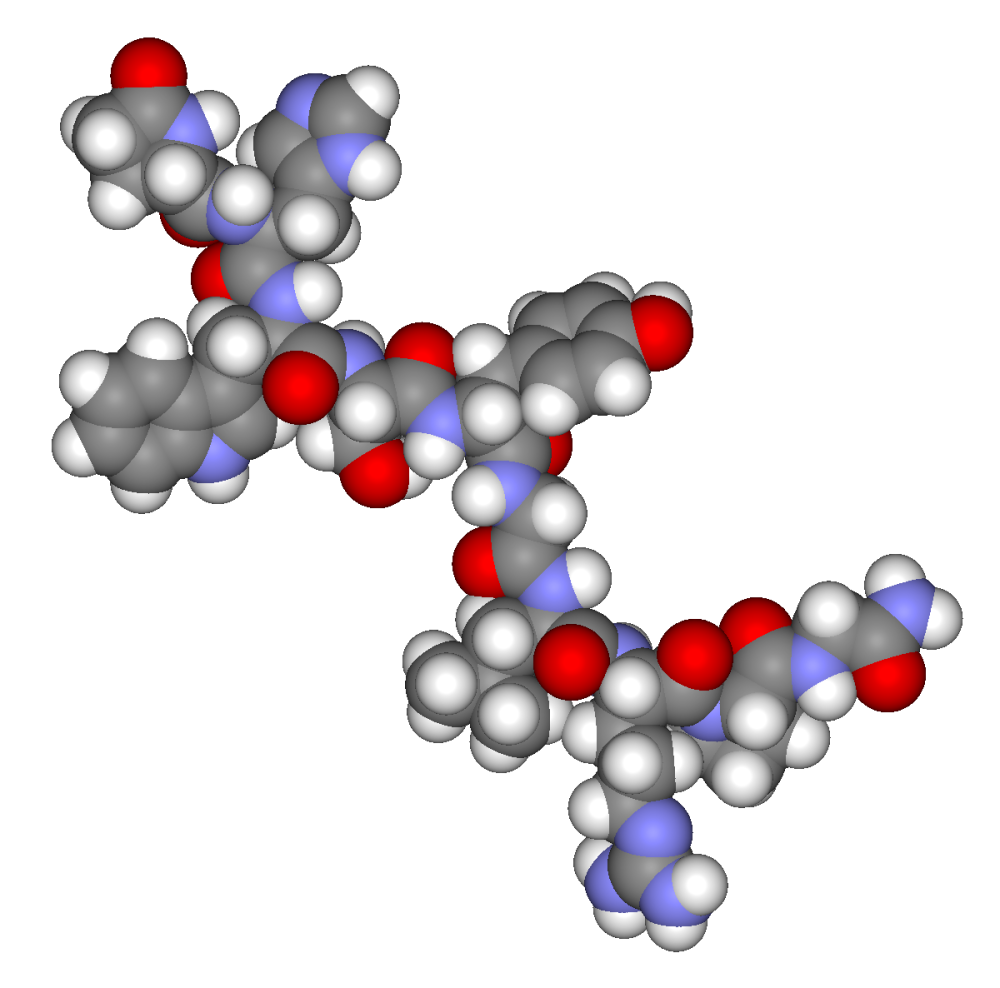
гонадотропін-рилізинг гормон

Рецептори гонадотропіну вбудовані в поверхню мембран клітин мішеней і з'єднані з системою G-білка. Сигнали, викликані зв'язуванням з рецептором, передаються всередині клітин за допомогою вторинної месенджерної системи циклічного АМФ.
Гонадотропіни вивільняються під контролем гонадотропін-рилізинг гормону (GnRH) з аркуатного ядра та преоптичної ділянки гіпоталамуса. Статеві залози — яєчка і яєчники — є основними органами-мішенями для ЛГ і ФСГ. Гонадотропіни впливають на кілька типів клітин і викликають численні реакції з боку органів-мішеней.
При спрощеному погляді, ЛГ стимулює клітини Лейдіга яєчок і текальні клітини яєчників виробляти тестостерон (і опосередковано естрадіол), тоді як ФСГ стимулює сперматогенну тканину яєчок і гранульозні клітини фолікулів яєчників, а також стимулює вироблення естрогену яєчниками.
Хоча характер виділення гонадотропінів пульсуючий (в результаті пульсуючого вивільнення GnRH), на відміну від GnRH та його агоністів, постійна / непульсуюча активація рецепторів гонадотропіну не викликає функціонального гальмування. Це можна спостерігати протягом перших 7–10 тижнів вагітності, коли циркулюють постійно високі та поступово зростаючі рівні hCG, які опосередковують вироблення естрогену та прогестерону жовтим тілом, доки плацента не візьме на себе виробництво цих гормонів.

## Захворювання
Дефіцит гонадотропіну внаслідок захворювання гіпофіза призводить до гіпогонадизму, що може призвести до безпліддя. Лікування включає введення гонадотропінів, які, таким чином, діють як засоби для лікування безпліддя. Вони можуть бути отримані шляхом екстракції та очищення сечі або методом рекомбінантної ДНК.
Недостатність або втрата статевих залоз зазвичай призводить до підвищення рівня ЛГ і ФСГ в крові.
Нечутливість до ЛГ, що призводить до гіпоплазії клітин Лейдіга у чоловіків, і нечутливість до ФСГ — це стани, відповідно, спричинені мутаціями у відповідних сигнальних рецепторах. Іншим тісно пов'язаним станом є нечутливість до GnRH.

## Фармацевтичні агенти
Існують різні препарати гонадотропінів для терапевтичного використання, головним чином як засоби для лікування безпліддя. Наприклад, так звані менотропіни (також звані менопаузальними гонадотропінами людини) складаються з ЛГ і ФСГ, виділених із сечі жінок у менопаузі. Існують також рекомбінантні варіанти. Окрім вищезгаданих легальних лікарських засобів, існують модні дієти або шарлатанські засоби, які є незаконними в різних країнах.